# Josaphat Louis Lebulu
Josaphat Louis Lebulu (Kisangara, Tanzânia, 13 de junho de 1942) é um ministro tanzaniano e arcebispo católico romano emérito de Arusha.
Josaphat Louis Lebulu recebeu o Sacramento da Ordem em 11 de dezembro de 1968 pela Diocese de Same.
Em 12 de fevereiro de 1979, o Papa João Paulo II o nomeou Bispo de Same. O Arcebispo de Dar es Salaam, Cardeal Laureano Rugambwa, o consagrou em 24 de maio do mesmo ano; Os co-consagradores foram o Bispo de Iringa, Mario Epifanio Abdallah Mgulunde, e o Bispo de Arusha, Dennis Vincent Durning CSSp. Em 28 de novembro de 1998, João Paulo II o nomeou Bispo de Arusha. Josaphat Louis Lebulu foi nomeado Arcebispo de Arusha em 16 de março de 1999 como resultado da elevação da Diocese de Arusha à Arquidiocese.
O Papa Francisco aceitou sua aposentadoria em 27 de dezembro de 2017.